# 13 tháng 6
Ngày 13 tháng 6 là ngày thứ 164 (165 trong năm nhuận) trong lịch Gregory. Còn 201 ngày trong năm.

## Sự kiện
- 532 – Sau khi đánh bại họ Nhĩ Chu, Cao Hoan đưa Nguyên Tu lên làm hoàng đế của Bắc Ngụy, tức Hiếu Vũ Đế.
- 1525 – Martin Luther kết hôn với Katharina von Bora nhằm chống lại sắc chỉ tu tập độc thân của Giáo hội Công giáo Rôma áp đặt cho các tu sĩ.
- 1970 – "The Long and Winding Road" trở thành đĩa đơn quán quân thứ 20 và cuối cùng của The Beatles tại Hoa Kỳ.
- 1975 – Hải quân Nhân dân Việt Nam hoàn thành việc đánh chiếm Poulo Wai từ quân đội Campuchia Dân chủ.
- 1975 – Toàn lãnh thổ Việt Nam thống nhất dùng giờ Đông Dương theo múi giờ thứ 7.
- 2000 – Tổng thống Hàn Quốc Kim Dae-jung gặp lãnh đạo Triều Tiên Kim Jong-il tại thủ đô Bình Nhưỡng của Triều Tiên, khởi đầu hội nghị thượng đỉnh liên Triều đầu tiên.
- 2013 - Nhóm nhạc nam BTS được thành lập.

## Sinh
- 1820 – William John Macleay, nhà động vật học người Scotland–Úc (m. 1891).
- 1831 – James Clerk Maxwell, nhà vật lý người Scotland
- 1919 – Lê Quang Tung, Đại tá Quân đội Việt Nam Cộng hòa (m. 1963)
- 1926 – Trần Ngọc Tám, Trung tướng Quân lực Việt Nam Cộng hòa (m. 2011)
- 1981 – Chris Evans, diễn viên người Mỹ
- 1984 – Nery Castillo, cầu thủ bóng đá người México
- 1988 – Isaac (Phạm Lưu Tuấn Tài), ca sĩ người Việt Nam, thành viên cựu nhóm nhạc 365
- 1996 – Nguyễn Phong Hồng Duy, cầu thủ bóng đá người Việt Nam
- 2002 – Nam Da-reum, diễn viên người Hàn Quốc
- 2004 – Norawit Titicharoenrak, diễn viên người Thái Lan

## Mất
- 220 – Hạ Hầu Đôn, công thần khai quốc nhà Tào Ngụy thời Tam Quốc
- 1025 – Thiền sư Vạn Hạnh, cao tăng Phật giáo người Việt (s. 938)
- 1897 – Emil von Albedyll – một tướng lĩnh trong quân đội Phổ (s. 1824)
- 1971 – Siarhiej Vosipavič Prytycki, nguyên thủ quốc gia Byelorussia Xô viết (s. 1913).[1]
- 1982 – Vua Khalid của Ả Rập Saudi (s. 1912)
- 2021 – Ned Beatty, diễn viên Mỹ (s. 1937)